# Меркадерес
Меркадерес (исп. Mercaderes) — город и муниципалитет на юго-западе Колумбии, на территории департамента Каука. Входит в состав Южной провинции.

## История
Поселение, из которого позднее вырос город, было основано 24 декабря 1535 года.

## Географическое положение
Город расположен в южной части департамента, в горной местности Центральной Кордильеры, на расстоянии приблизительно 92 километров к юго-западу от города Попаян, административного центра департамента. Абсолютная высота — 1132 метра над уровнем моря.
Муниципалитет Меркадерес граничит на севере с территориями муниципалитетов Бальбоа и Патия, на востоке — с муниципалитетом Боливар, на юго-востоке — с муниципалитетом Флоренсия, на западе и юге — с территорией департамента Нариньо. Площадь муниципалитета составляет 827 км².

## Население
По данным Национального административного департамента статистики Колумбии, совокупная численность населения города и муниципалитета в 2015 году составляла 18 061 человек.
Динамика численности населения муниципалитета по годам:
| 2005   | 2006   | 2007   | 2008   | 2009   | 2010   | 2011   | 2012   | 2013   | 2014   | 2015   |
| ------ | ------ | ------ | ------ | ------ | ------ | ------ | ------ | ------ | ------ | ------ |
| 17 702 | 17 731 | 17 762 | 17 794 | 17 827 | 17 862 | 17 899 | 17 937 | 17 977 | 18 018 | 18 061 |

Согласно данным переписи 2005 года мужчины составляли 51,2 % от населения Меркадереса, женщины — соответственно 48,8 %. В расовом отношении белые и метисы составляли 84,8 % от населения города; негры, мулаты и райсальцы — 15,2 %.
Уровень грамотности среди всего населения составлял 83,2 %.

## Экономика
47,1 % от общего числа городских и муниципальных предприятий составляют предприятия торговой сферы, 43,9 % — предприятия сферы обслуживания, 7,8 % — промышленные предприятия, 1,2 % — предприятия иных отраслей экономики.

## Транспорт
Через город проходит национальное шоссе № 25 (исп. Ruta Nacional 25).